# Gran Premio di superbike di Assen 1998
Il Gran Premio di Superbike di Assen 1998 è stata l'undicesima prova su dodici del campionato mondiale Superbike 1998, è stato disputato il 6 settembre sul TT Circuit Assen e ha visto la vittoria di Pierfrancesco Chili in gara 1, mentre la gara 2 è stata vinta da Carl Fogarty.
La vittoria nella gara valevole per il campionato mondiale Supersport è stata invece ottenuta da Vittoriano Guareschi.

## Risultati

### Gara 1

#### Arrivati al traguardo[4]
| Pos. | Nº  | Pilota              | Squadra              | Motocicletta | Giri | Tempo     | Griglia | Punti |
| ---- | --- | ------------------- | -------------------- | ------------ | ---- | --------- | ------- | ----- |
| 1º   | 7   | Pierfrancesco Chili | Ducati Racing ADVF   | Ducati       | 16   | 33:28.451 | 1º      | 25    |
| 2º   | 2   | Carl Fogarty        | Ducati Performance   | Ducati       | 16   | +0:00.158 | 5º      | 20    |
| 3º   | 11  | Troy Corser         | Ducati Racing ADVF   | Ducati       | 16   | +0:03.948 | 3º      | 16    |
| 4º   | 111 | Aaron Slight        | Castrol Honda        | Honda        | 16   | +0:19.009 | 8º      | 13    |
| 5º   | 45  | Colin Edwards       | Castrol Honda        | Honda        | 16   | +0:19.898 | 7º      | 11    |
| 6º   | 6   | Peter Goddard       | Suzuki WSB           | Suzuki       | 16   | +0:22.025 | 2º      | 10    |
| 7º   | 4   | Akira Yanagawa      | Kawasaki Racing      | Kawasaki     | 16   | +0:22.091 | 10º     | 9     |
| 8º   | 41  | Noriyuki Haga       | Yamaha World SBK     | Yamaha       | 16   | +0:38.844 | 15º     | 8     |
| 9º   | 44  | Scott Russell       | Yamaha World SBK     | Yamaha       | 16   | +0:38.964 | 9º      | 7     |
| 10º  | 5   | Neil Hodgson        | Kawasaki Racing      | Kawasaki     | 16   | +0:44.653 | 4º      | 6     |
| 11º  | 39  | Alessandro Gramigni | Gattolone Racing     | Ducati       | 16   | +0:58.171 | 11º     | 5     |
| 12º  | 15  | Igor Jerman         | Team Bertocchi       | Kawasaki     | 16   | +1:07.225 | 13º     | 4     |
| 13º  | 12  | Mario Innamorati    | Kawasaki Bertocchi   | Kawasaki     | 16   | +1:17.891 | 14º     | 3     |
| 14º  | 57  | Erkka Korpiaho      | RKM Racing           | Kawasaki     | 16   | +1:23.563 | 17º     | 2     |
| 15º  | 10  | Andrew Stroud       | Andrew Stroud Racing | Kawasaki     | 16   | +1:44.960 | 20º     | 1     |
| 16º  | 78  | Heinz Platacis      | Karthin Rennsp.      | Kawasaki     | 15   | +1 giro   | 19º     |       |
| 17º  | 79  | Gijsbert Spilt      | GS Racing            | Kawasaki     | 15   | +1 giro   | 21º     |       |

#### Ritirati
| Nº | Pilota           | Squadra         | Motocicletta | Giri | Griglia |
| -- | ---------------- | --------------- | ------------ | ---- | ------- |
| 35 | Gregorio Lavilla | De Cecco Racing | Ducati       | 7    | 12º     |
| 27 | Frédéric Protat  | FP Racing       | Ducati       | 5    | 18º     |
| 8  | James Whitham    | Suzuki WSB      | Suzuki       | 0    | 6º      |

### Gara 2

#### Arrivati al traguardo[5]
| Pos. | Nº  | Pilota           | Squadra              | Motocicletta | Giri | Tempo     | Griglia | Punti |
| ---- | --- | ---------------- | -------------------- | ------------ | ---- | --------- | ------- | ----- |
| 1º   | 2   | Carl Fogarty     | Ducati Performance   | Ducati       | 16   | 33:30.118 | 5º      | 25    |
| 2º   | 111 | Aaron Slight     | Castrol Honda        | Honda        | 16   | +0:05.278 | 8º      | 20    |
| 3º   | 11  | Troy Corser      | Ducati Racing ADVF   | Ducati       | 16   | +0:05.425 | 3º      | 16    |
| 4º   | 45  | Colin Edwards    | Castrol Honda        | Honda        | 16   | +0:12.755 | 7º      | 13    |
| 5º   | 8   | James Whitham    | Suzuki WSB           | Suzuki       | 16   | +0:12.818 | 6º      | 11    |
| 6º   | 4   | Akira Yanagawa   | Kawasaki Racing      | Kawasaki     | 16   | +0:12.924 | 10º     | 10    |
| 7º   | 6   | Peter Goddard    | Suzuki WSB           | Suzuki       | 16   | +0:13.037 | 2º      | 9     |
| 8º   | 41  | Noriyuki Haga    | Yamaha World SBK     | Yamaha       | 16   | +0:35.852 | 15º     | 8     |
| 9º   | 5   | Neil Hodgson     | Kawasaki Racing      | Kawasaki     | 16   | +0:48.400 | 4º      | 7     |
| 10º  | 15  | Igor Jerman      | Team Bertocchi       | Kawasaki     | 16   | +0:48.813 | 13º     | 6     |
| 11º  | 12  | Mario Innamorati | Kawasaki Bertocchi   | Kawasaki     | 16   | +1:20.702 | 14º     | 5     |
| 12º  | 57  | Erkka Korpiaho   | RKM Racing           | Kawasaki     | 16   | +1:28.560 | 17º     | 4     |
| 13º  | 10  | Andrew Stroud    | Andrew Stroud Racing | Kawasaki     | 16   | +1:28.815 | 20º     | 3     |
| 14º  | 78  | Heinz Platacis   | Karthin Rennsp.      | Kawasaki     | 15   | +1 giro   | 19º     | 2     |

#### Ritirati
| Nº | Pilota              | Squadra            | Motocicletta | Giri | Griglia |
| -- | ------------------- | ------------------ | ------------ | ---- | ------- |
| 7  | Pierfrancesco Chili | Ducati Racing ADVF | Ducati       | 15   | 1º      |
| 39 | Alessandro Gramigni | Gattolone Racing   | Ducati       | 9    | 11º     |
| 35 | Gregorio Lavilla    | De Cecco Racing    | Ducati       | 3    | 12º     |
| 44 | Scott Russell       | Yamaha World SBK   | Yamaha       | 1    | 9º      |
| 79 | Gijsbert Spilt      | GS Racing          | Kawasaki     | 1    | 21º     |

### Supersport

#### Arrivati al traguardo
| Pos. | Nº | Pilota               | Squadra              | Motocicletta | Giri | Tempo     | Punti |
| ---- | -- | -------------------- | -------------------- | ------------ | ---- | --------- | ----- |
| 1º   | 2  | Vittoriano Guareschi | Yamaha Belgarda      | Yamaha       | 16   | 35'35.382 | 25    |
| 2º   | 8  | Fabrizio Pirovano    | Alstare Corona       | Suzuki       | 16   | +0.925    | 20    |
| 3º   | 4  | Stéphane Chambon     | Alstare Corona       | Suzuki       | 16   | +1.771    | 16    |
| 4º   | 18 | Cristiano Migliorati | Endoug Marchesi Cor. | Ducati       | 16   | +9.377    | 13    |
| 5º   | 58 | Mile Pajic           | Motor Druten         | Kawasaki     | 16   | +22.595   | 11    |
| 6º   | 5  | Massimo Meregalli    | Yamaha Belgarda      | Yamaha       | 16   | +25.447   | 10    |
| 7º   | 27 | Camillo Mariottini   | Kawasaki Team Italia | Kawasaki     | 16   | +27.226   | 9     |
| 8º   | 33 | Robert Ulm           | Sebring Yamaha Aus.  | Yamaha       | 16   | +27.799   | 8     |
| 9º   | 62 | Torleif Hartelman    | Team Ten Kate        | Honda        | 16   | +28.872   | 7     |
| 10º  | 21 | Roberto Teneggi      | Team Falappa         | Ducati       | 16   | +34.347   | 6     |
| 11º  | 11 | Giovanni Bussei      | Suzuki Italia        | Suzuki       | 16   | +34.914   | 5     |
| 12º  | 34 | Giuseppe Fiorillo    | Suzuki Italia        | Suzuki       | 16   | +35.219   | 4     |
| 13º  | 13 | Kirk McCarthy        | Castrol Honda        | Honda        | 16   | +46.445   | 3     |
| 14º  | 68 | Jan Hanson           | Ten Kate Reab        | Honda        | 16   | +48.321   | 2     |
| 15º  | 28 | Javier Rodriguez     | Lozano Racing        | Yamaha       | 16   | +53.361   | 1     |
| 16º  | 60 | Harry Van Beek       | Saveko Van Vee.      | Yamaha       | 16   | +54.376   |       |
| 17º  | 59 | Wim Theunissen       | Motor Druten         | Kawasaki     | 16   | +56.042   |       |
| 18º  | 71 | John Tuuli           | John Tuuli Racing    | Suzuki       | 16   | +57.487   |       |
| 19º  | 65 | Paul Hoogenboom      | Motorhuis Seppe Suz. | Suzuki       | 16   | +1'11.608 |       |
| 20º  | 42 | Andrea Mazzali       | Team Ghelfi          | Ducati       | 16   | +1'23.924 |       |
| 21º  | 22 | Stefan Nebel         | Kawasaki Junior      | Kawasaki     | 16   | +1'26.995 |       |
| 22º  | 63 | Emiel Bosma          | Hein Van Drie Motor. | Honda        | 16   | +1'28.102 |       |

#### Ritirati
| Nº | Pilota                | Squadra             | Motocicletta | Giri |
| -- | --------------------- | ------------------- | ------------ | ---- |
| 86 | Jarno Boesveld        | Hank De Vries RAPS  | Yamaha       | 15   |
| 16 | Sébastien Charpentier | Honda Reflex        | Honda        | 10   |
| 20 | Werner Daemen         | Kawasaki Belgium    | Kawasaki     | 7    |
| 89 | Stéphane Mertens      | Alstare Corona      | Suzuki       | 5    |
| 9  | Wilco Zeelenberg      | Yamaha Dee Cee J.RT | Yamaha       | 4    |
| 1  | Paolo Casoli          | Ducati Performance  | Ducati       | 3    |
| 83 | Ferdinando Di Maso    | Team Ghelfi         | Ducati       | 2    |
| 57 | Angelo Conti          | GI Motor Sport      | Suzuki       | 2    |
| 52 | James Toseland        | Castrol Honda       | Honda        | 2    |
| 35 | Mauro Lucchiari       | De Cecco Racing     | Ducati       | 2    |
| 17 | Pere Riba             | Garella Racing      | Ducati       | 1    |
| 85 | Micha van Deelen      | Team Ten Kate       | Honda        | 1    |
| 37 | Serafino Foti         | Bimota Tamoil       | Bimota       | 0    |